# Moulin Rouge! (musical)
Moulin Rouge! es un musical jukebox basado en la película homónima de 2001, con libreto de John Logan y un repertorio de canciones formado por grandes éxitos de la música popular contemporánea. Su trama central gira en torno a Christian, un joven compositor de la bohemia parisina de finales del siglo XIX que se enamora de la estrella principal del Moulin Rouge, la deslumbrante Satine.
Tras un periodo de prueba en Boston, el espectáculo debutó en 2019 en el Al Hirschfeld Theatre de Broadway, con Aaron Tveit y Karen Olivo en los papeles protagonistas, obteniendo multitud de reconocimientos entre los que se incluyen diez premios Tony. Desde entonces también ha podido verse en el West End londinense y en numerosas ciudades a lo largo de todo el mundo.

## Sinopsis
En 1899, Christian, un joven compositor procedente de Ohio, llega al barrio parisino de Montmartre con la esperanza de poder labrarse un futuro como artista. Allí conoce a Toulouse-Lautrec y Santiago, dos bohemios que se encuentran en pleno proceso de creación de un innovador espectáculo musical de nombre Bohemian Rhapsody. Impresionados por el talento de su nuevo amigo, Toulouse-Lautrec y Santiago piden a Christian que les ayude a conseguir que su obra sea exhibida en el Moulin Rouge, el club nocturno más famoso de la ciudad, ganándose el favor de su estrella principal, la cortesana Satine. Lo que ellos no saben es que el Moulin Rouge está al borde de la bancarrota y que su propietario Harold Zidler planea utilizar a Satine como moneda de cambio para obtener financiación del poderoso Duque de Monroth. Cuando por fin tiene lugar el encuentro entre Christian y Satine, los dos jóvenes se enamoran perdidamente e inician una relación secreta a espaldas del Duque, que ha aceptado producir Bohemian Rhapsody a condición de que Satine sea solo suya. Para complicar aún más las cosas, la salud de Satine comienza a deteriorarse debido a la tuberculosis que padece y pronto se hace evidente que sus días están contados.

## Producciones
| Producción           | Teatro                | Fecha de estreno    | Fecha de cierre      | Funciones |
| Boston               | Colonial Theatre      | 10 de julio de 2018 | 19 de agosto de 2018 |           |
| Broadway             | Al Hirschfeld Theatre | 25 de julio de 2019 | En cartel            | > 1.500   |
| West End             | Piccadilly Theatre    | 20 de enero de 2022 | En cartel            |           |
| Gira en Norteamérica | Varios                | 19 de marzo de 2022 | En cartel            | > 1.000   |
| Gira internacional   | Varios                | 22 de abril de 2025 | En cartel            |           |

Otras producciones
Moulin Rouge! se ha representado en países como Alemania, Australia, Canadá, Corea del Sur, Dinamarca, Estados Unidos, Finlandia, Japón, Noruega, Países Bajos, Reino Unido o Suecia, y ha sido traducido a varios idiomas diferentes.

## Números musicales
| Acto I - «Welcome to the Moulin Rouge!» - «Bohemian Ideas» † - «Truth, Beauty, Freedom, Love» - «The Sparkling Diamond» - «Shut Up and Raise Your Glass» - «Firework» - «Your Song» - «So Exciting! (The Pitch Song)» - «Sympathy for the Duke» - «Nature Boy» - «Elephant Love Medley» | Acto II - «Backstage Romance» - «Come What May» - «Only Girl in a Material World» - «Chandelier» - «El Tango de Roxanne» - «Crazy Rolling» - «Your Song (Reprise)» - «Finale (Come What May)» - «More More More!» |

† Canción no incluida en el álbum grabado por el reparto original de Broadway

## Repartos originales
| Personaje        | Boston (2018)        | Broadway (2019)      | West End (2022)     | Gira en Norteamérica (2022) | Gira internacional (2025) |
| Christian        | Aaron Tveit          | Aaron Tveit          | Jamie Bogyo         | Conor Ryan                  | Nate Landskroner          |
| Satine           | Karen Olivo          | Karen Olivo          | Liisi LaFontaine    | Courtney Reed               | Verity Thompson           |
| Harold Zidler    | Danny Burstein       | Danny Burstein       | Clive Carter        | Austin Durant               | Cameron Blakely           |
| Duque de Monroth | Tam Mutu             | Tam Mutu             | Simon Bailey        | David Harris                | James Bryers              |
| Toulouse-Lautrec | Sahr Ngaujah         | Sahr Ngaujah         | Jason Pennycooke    | Andre Ward                  | Kurt Kansley              |
| Santiago         | Ricky Rojas          | Ricky Rojas          | Elia Lo Tauro       | Gabe Martinez               | German Santiago           |
| Nini             | Robyn Hurder         | Robyn Hurder         | Sophie Carmen Jones | Libby Lloyd                 | Kahlia Davis              |
| La Chocolat      | Jacqueline B. Arnold | Jacqueline B. Arnold | Timmika Ramsay      | Harper Miles                | Ellie Jane Grant          |
| Arabia           | Holly James          | Holly James          | Zoe Birkett         | Nicci Claspell              | Summer Priest             |
| Baby Doll        | Jeigh Madjus         | Jeigh Madjus         | Johnny Bishop       | Andres Quintero             | Scott Sutcliffe           |

## Grabaciones
Hasta la fecha solo se ha editado el álbum grabado por el elenco que estrenó el espectáculo en Broadway, además de la banda sonora de la película original.

## Premios y nominaciones

### Producción original de Broadway
| Año  | Premio                     | Categoría                                       | Nominado                                               | Resultado |
| ---- | -------------------------- | ----------------------------------------------- | ------------------------------------------------------ | --------- |
| 2020 | Tony Award                 | Mejor musical                                   | Mejor musical                                          | Ganador   |
| 2020 | Tony Award                 | Mejor libreto de un musical                     | John Logan                                             | Nominado  |
| 2020 | Tony Award                 | Mejor actor principal en un musical             | Aaron Tveit                                            | Ganador   |
| 2020 | Tony Award                 | Mejor actriz principal en un musical            | Karen Olivo                                            | Nominada  |
| 2020 | Tony Award                 | Mejor actor de reparto en un musical            | Danny Burstein                                         | Ganador   |
| 2020 | Tony Award                 | Mejor actor de reparto en un musical            | Sahr Ngaujah                                           | Nominado  |
| 2020 | Tony Award                 | Mejor actriz de reparto en un musical           | Robyn Hurder                                           | Nominada  |
| 2020 | Tony Award                 | Mejor dirección en un musical                   | Alex Timbers                                           | Ganador   |
| 2020 | Tony Award                 | Mejor coreografía                               | Sonya Tayeh                                            | Ganadora  |
| 2020 | Tony Award                 | Mejores orquestaciones                          | Justin Levine, Matt Stine, Katie Kresek, Charlie Rosen | Ganadores |
| 2020 | Tony Award                 | Mejor diseño de escenografía en un musical      | Derek McLane                                           | Ganador   |
| 2020 | Tony Award                 | Mejor diseño de vestuario en un musical         | Catherine Zuber                                        | Ganadora  |
| 2020 | Tony Award                 | Mejor diseño de iluminación en un musical       | Justin Townsend                                        | Ganador   |
| 2020 | Tony Award                 | Mejor diseño de sonido en un musical            | Peter Hylenski                                         | Ganador   |
| 2020 | Drama Desk Award           | Mejor coreografía                               | Sonya Tayeh                                            | Ganadora  |
| 2020 | Drama Desk Award           | Mejor diseño de escenografía en un musical      | Derek McLane                                           | Ganador   |
| 2020 | Drama Desk Award           | Mejor diseño de vestuario en un musical         | Catherine Zuber                                        | Ganadora  |
| 2020 | Drama Desk Award           | Mejor diseño de iluminación en un musical       | Justin Townsend                                        | Ganador   |
| 2020 | Drama Desk Award           | Mejor diseño de sonido en un musical            | Peter Hylenski                                         | Ganador   |
| 2020 | Drama League Award         | Mejor producción de un musical                  | Mejor producción de un musical                         | Ganador   |
| 2020 | Drama League Award         | Mejor intérprete                                | Danny Burstein                                         | Ganador   |
| 2020 | Drama League Award         | Mejor intérprete                                | Karen Olivo                                            | Nominada  |
| 2020 | Outer Critics Circle Award | Mejor musical de Broadway nuevo                 | Mejor musical de Broadway nuevo                        | Ganador   |
| 2020 | Outer Critics Circle Award | Mejor actor en un musical                       | Aaron Tveit                                            | Ganador   |
| 2020 | Outer Critics Circle Award | Mejor actriz en un musical                      | Karen Olivo                                            | Ganadora  |
| 2020 | Outer Critics Circle Award | Mejor actor de reparto en un musical            | Danny Burstein                                         | Ganador   |
| 2020 | Outer Critics Circle Award | Mejor diseño de escenografía                    | Derek McLane                                           | Ganador   |
| 2020 | Outer Critics Circle Award | Mejor diseño de vestuario                       | Catherine Zuber                                        | Ganadora  |
| 2020 | Outer Critics Circle Award | Mejor diseño de iluminación                     | Justin Townsend                                        | Ganador   |
| 2020 | Outer Critics Circle Award | Mejor diseño de sonido                          | Peter Hylenski                                         | Ganador   |
| 2020 | Outer Critics Circle Award | Mejor dirección en un musical                   | Alex Timbers                                           | Ganador   |
| 2020 | Outer Critics Circle Award | Mejor coreografía                               | Sonya Tayeh                                            | Ganadora  |
| 2020 | Outer Critics Circle Award | Mejores orquestaciones                          | Justin Levine, Matt Stine, Katie Kresek, Charlie Rosen | Ganadores |
| 2020 | Grammy Award               | Grammy Award                                    | Mejor álbum de teatro musical                          | Nominado  |
| 2022 | Chita Rivera Award         | Mejor coreografía en un espectáculo de Broadway | Sonya Tayeh                                            | Nominada  |
| 2022 | Chita Rivera Award         | Mejor ensamble en un espectáculo de Broadway    | Mejor ensamble en un espectáculo de Broadway           | Nominado  |
| 2022 | Chita Rivera Award         | Mejor bailarina en un espectáculo de Broadway   | Robyn Hurder                                           | Nominada  |

### Producción original del West End
| Año  | Premio        | Categoría                            | Nominado            | Resultado |
| ---- | ------------- | ------------------------------------ | ------------------- | --------- |
| 2022 | Olivier Award | Mejor musical nuevo                  | Mejor musical nuevo | Nominado  |
| 2022 | Olivier Award | Mejor actor de reparto en un musical | Clive Carter        | Nominado  |
| 2022 | Olivier Award | Mejor coreografía                    | Sonya Tayeh         | Nominada  |
| 2022 | Olivier Award | Mejor diseño de escenografía         | Derek McLane        | Nominado  |
| 2022 | Olivier Award | Mejor diseño de vestuario            | Catherine Zuber     | Ganadora  |